# Indirekte skat
Indirekte skatter er en fælles betegnelse for alle skatter, der er knyttet til markedet og som typisk indbetales af producenter eller forhandlere, der har opkrævet dem fra forbrugeren ved salg af varer eller tjenesteydelser. I praksis skelner kun de færreste opgørelser mellem indirekte skatter og varetilknyttede afgifter.

## Eksempler på indirekte skatter og afgifter
- Moms
- Told
- Afgifter på tobak og alkohol
- Grønne afgifter (Energi- og miljøafgifter)
- Registreringsafgift
- Vægtafgift
- Punktafgifter
- Grundskyld

## Fodnote
1. ↑  "Skat i Danmark-en introduktion". Arkiveret fra originalen 23. marts 2014. Hentet 1. november 2011.